# Bass Generation
Bass Generation é o terceiro álbum de estúdio sueco cantor e compositor Basshunter. Foi lançado em 28 de setembro de 2009, uma semana após o chumbo do álbum single " Every Morning ". O álbum alcançou o # 2 na Nova Zelândia e # 7 em África do Sul.

## Lançamento
No início de setembro de 2009, antes de o álbum foi lançado a canção "Numbers" foi lançado para o público como um download gratuito através do perfil do Basshunter Bebo oficial. A data de lançamento do álbum foi, posteriormente, transferido de uma semana por razões desconhecidas a 28 de setembro de 2009, junto com o single "Every Morning", que foi lançado em 21 de setembro de 2009.

## Lista de faixas
| #   | Título                                        | Tempo |
| --- | --------------------------------------------- | ----- |
| 1.  | "Every Morning"                               | 3:18  |
| 2.  | "I Promised Myself"                           | 2:37  |
| 3.  | "Why"                                         | 3:11  |
| 4.  | "I Can't Deny" (feat. Lauren)                 | 4:00  |
| 5.  | "Don't Walk Away"                             | 3:01  |
| 6.  | "I Still Love"                                | 3:33  |
| 7.  | "Day & Night"                                 | 2:55  |
| 8.  | "I Will Learn to Love Again" (feat. Stunt)    | 3:07  |
| 9.  | "Far From Home"                               | 4:10  |
| 10. | "I Know U Know"                               | 2:45  |
| 11. | "On Our Side"                                 | 3:54  |
| 12. | "Can You" (remix of Loituma's "Ievan Polkka") | 2:24  |
| 13. | "Plane to Spain" (remix of Tetris' theme)     | 3:41  |
| 14. | "Every Morning" (Michael Mind Remix Edit)     | 2:59  |
| 15. | "Numbers" (Hidden Track)                      | 3:18  |
| 16. | "Every Morning" Ultra DJ's Bass Mix)          | 5:23  |
| 17. | "Camilla"                                     | 3:14  |
| 18. | "Without Stars"                               | 3:49  |

## Certificações
| Críticas profissionais | Críticas profissionais |
| Avaliações da crítica  | Avaliações da crítica  |
| Fonte                  | Avaliação              |
| ---------------------- | ---------------------- |
| AllMusic               | [ 1 ]                  |

| Região            | Certificação | Vendas  |
| ----------------- | ------------ | ------- |
| Reino Unido (BPI) | Ouro         | 100,000 |